# 19-2000
"19-2000" är en låt från bandet Gorillaz första album, Gorillaz. Den gavs även som andrasingel från albumet i juni 2001 och nådde sjätteplatsen på den brittiska singellistan. Därutöver har den använts på soundtracket till spelet FIFA Football 2002 från EA Sports.